# Conflict: Vietnam
Conflict: Vietnam («Конфликт: Вьетнамская война») — компьютерная игра, тактический шутер от третьего лица по событиям войны во Вьетнаме, разработанный Pivotal Games. Третья игра из серии Conflict. В России издана компанией Бука. В локализации присутствует огромное количество ненормативной лексики.

## Игровой процесс
В игре присутствует возможность после каждой миссии самостоятельно улучшать навыки ведения боя. Игрок получает за миссии специальные очки за выполненные дополнительные задания, также учитывается их участие в бою. С каждым новым уровнем навыки становятся дороже, а сложность получить их всё больше.

## Сюжет
Сюжет игры развивается в январе—феврале 1968 года, начинаясь в канун Тетского наступления и заканчиваясь взятием цитадели Хюэ. В подразделение 101-й воздушно-десантной дивизии прибывает курсант-медик Гарольд Келлер, только что закончивший университет. На военной базе он встречается со своим сержантом и двумя другими бойцами.
Во время ночного десантирования глубоко в джунглях их отряд попадает в засаду вьетконговцев и оказывается глубоко во вражеском тылу. И здесь начинается борьба, но уже не ради победы, а за собственные жизни.
Здесь четверым бойцам, на протяжении 14 миссий, предстоит преодолеть свои разногласия и действовать сообща, чтобы прорваться через засады противника и выйти к своим, а заодно и вернуться домой живыми.
В отличие от предыдущих игр серии, эта не раскрывает причин войны и не даёт нравственных оценок воюющих сторон. Сюжет описывает лишь месяц из истории войны, где четыре простых солдата, являясь «пушечным мясом», отчаянно пытаются уцелеть во вьетнамских джунглях, сражаясь с многократно превосходящими силами вездесущих и практически невидимых врагов.

## Саундтрек
В игре задействованы наиболее популярные мелодии того времени, такие как «Paint it Black» (The Rolling Stones), «White Rabbit» (Jefferson Airplane), «Nowhere to Run» (Martha Reeves) и «I Get Around» (The Beach Boys), «Going Up the Country» (Canned Heat). Их можно услышать как на военной базе по армейскому радио, так и во время миссий.

## Отзывы
| Сводный рейтинг | Сводный рейтинг | Сводный рейтинг | Сводный рейтинг |
| Издание         | Оценка          | Оценка          | Оценка          |
| Издание         | PC              | PS2             | Xbox            |
| --------------- | --------------- | --------------- | --------------- |
| GameRankings    | 60,62 %         | 64,85 %         | 65,98 %         |